# Condado de Warren (Misuri)
El condado de Warren (en inglés: Warren County), fundado en 1833, es uno de 114 condados del estado estadounidense de Misuri. En el año 2006, el condado tenía una población de 29,685 habitantes y una densidad poblacional de 26 personas por km². La sede del condado es Warrenton. El condado recibe su nombre en honor al General Joseph Warren.

## Geografía
Según la Oficina del Censo, el condado tiene un área total de 1134 km² (437,8 mi²), de la cual 1117 km² (431,3 mi²) es tierra y 17 km² (6,6 mi²) (1.47%) es agua.

### Condados adyacentes
- Condado de Lincoln (norte)
- Condado de St. Charles (este)
- Condado de Franklin (sur)
- Condado de Gasconade (suroeste)
- Condado de Montgomery (oeste)

## Demografía
Según la Oficina del Censo en 2000, los ingresos medios por hogar en el condado eran de $29,166, y los ingresos medios por familia eran $34,727. Los hombres tenían unos ingresos medios de $26,241 frente a los $17,232 para las mujeres. La renta per cápita para el condado era de $16,852. Alrededor del 21.90% de la población estaban por debajo del umbral de pobreza.

## Transporte

### Carreteras principales
- Interestatal 70
- U.S. Route 40
- Ruta 47
- Ruta 94

## Localidades
| - Aspenhoff - Dutzow - Foristell - Innsbrook | - Marthasville - Minden - Pendleton - Treloar | - Truesdale - Warrenton - Wright City |  |

### Municipios
- Municipio de Bridgeport